# Meldorf
Meldorf är stad i Kreis Dithmarschen i förbundslandet Schleswig-Holstein i norra Tyskland.
Staden ingår i kommunalförbundet Amt Mitteldithmarschen tillsammans med ytterligare 23 kommuner.